# Charly 2000
Charly 2000, Künstlername von Wolfgang Pichler († 24. September 2014), war ein deutscher Rundfunkpionier, Fernsehtechniker, Radiomoderator, DJ und Diskothekenbetreiber. Er war vor allem bekannt durch seine mobilen Discotheken im süddeutschen Raum Baden.

## Karriere
Der Erfolg des gelernten Rundfunk- und Fernsehtechnikers Wolfgang Pichler begann 1987 mit dem Radiosender Euroradio Powerplay. Die Sendezentrale befand sich damals in Frankreich im Elsass und sendete auf der UKW-Frequenz 106,80 MHz. Weil zu dieser Zeit Radio und Fernsehen noch vollständig analog produziert und übertragen wurden, waren Konzeption und Betrieb eines Radiosenders eine sehr anspruchsvolle Aufgabe, die einiges an Erfahrung und viel technisches Know-how voraussetzte. Im Jahr 1989 wurde Euroradio Powerplay jedoch trotz sorgfältiger Planung und Umsetzung aufgrund von Lizenzproblemen von den französischen Behörden geschlossen.
Bereits ein Jahr später moderierte Pichler beim deutschen Sender Radio Ladies First – diesmal mit einwandfreier Lizenz – und kurze Zeit darauf bei Radio Regenbogen mit einem regelmäßigen Live-Sendeprogramm jeden Freitagabend, ein ganzes Jahrzehnt lang. Nach der Jahrtausendwende endete die Zusammenarbeit mit Radio Regenbogen und erst im Jahr 2010 war Charly 2000 wieder zu hören, bei Hitradio Ohr.
Stets betrieb er parallel zu seinen Radioshows mehrere ortsgebundene Discotheken, so z. B. die Fun-Factory (ab 2009 in Achern) sowie den Codex-Club (ab 2010, ebenfalls in Achern). Vor allem jedoch mit mobilen Discotheken wurde Charly 2000 überregional bekannt; Bereits in den 1970er-Jahren waren er und sein Team mit mehreren LKW voller Equipment regelmäßig in den Fest- und Mehrzweckhallen der Region Baden und Oberrhein zugegen. Diese Präsenz setzte sich fort bis in die Zeit nach der Jahrtausendwende.
Im Fernsehen moderierte Charly 2000 Ende der 1990er Jahre bei Baden TV seine eigene Show. Er stand zusammen mit den Backstreet Boys und mit vielen anderen international bekannten Künstlern vor der Kamera. Sein Name und sein Lebenswerk sind bis heute untrennbar mit der süddeutschen Szene des Discogeschäfts und des Rundfunkentertainments verbunden.

## Mobile Discothek
Die Pionierarbeit von Charly 2000 im mobilen Discothekenbetrieb hat die Veranstaltungs- und Unterhaltungsindustrie im Oberrheingebiet maßgeblich geprägt. Der dazu betriebene Aufwand war für damalige Verhältnisse gewaltig. Lautsprecherboxen, die ganze Turnhallenwände bedeckten, waren nichts Ungewöhnliches, ebenso wie die 168-Kilowatt-Scheinwerfer, welche noch mit Halogenstrahlertechnologie funktionierten.

„Man kann sich das heute nicht mehr vorstellen. Wir hatten damals die größte mobile Diskothek Süddeutschlands. Wir sind angereist mit vier Siebeneinhalb-Tonnen-LKWs, haben mit fünf Leuten aufgebaut, dann die Veranstaltung gemacht, direkt danach abgebaut und sind zur nächsten Location gefahren, wo wir wieder aufgebaut haben.“

## Ortsgebundene Discotheken
Diese Discotheken wurden zeitweise von Charly 2000 betrieben:
- Hurricane (Kehl)
- Peacocks (Karlsruhe)
- Charlys Fun Factory (Achern)
- Amun (Bruchsal)
- Malibu (Zell am Hammersbach)
- Clownhouse (Speyer)

„Ende der 90er Jahre eröffnete [...] ›Charly 2000‹ oberhalb des Scheck-In Centers die Discothek ›Charly's Fun Factory‹. In den folgenden Jahren pilgerten bekannte Musiker wie Scooter oder die Vengaboys nach Achern und waren zu Gast in der Discothek. [...] Charly war seit über 40 Jahren im Nachtleben aktiv [...]“

## Sonstiges
- Typisch für Charlys Sendungen war die Begrüßung seiner Hörer mit den Worten „Hallo Nachtschwärmer!“